# Manuel Pérez
Manuel Pérez Paredes, mais conhecido apenas como Manuel Pérez (Havana, 19 de novembro de 1939) é um diretor de cinema, roteirista/guionista, poeta e professor cubano. Depois de ser assistente de direcção começa a filmar. De 1961 até os dias de hoje, dirigiu sete filmes e escreveu onze.
Em 1973 dirige aquela que é considerada a sua magnum opus El hombre de Maisinicú, filme premiado na União Soviética no 8° Festival Internacional de Cinema de Moscou, onde teve uma menção honrosa. Seu filme de 1977, Río Negro foi premiado no 10° Festival Internacional de Cinema de Moscou, onde foi galardoado com o Prêmio Especial da Crítica.
Após vinte anos longe da direcção, apenas escrevendo roteiros, volta a filmar assinando seu nome completo: Manuel Pérez Paredes. Dirige dois documentários (Che Guevara donde nunca jamás se lo imaginan, La solidaridad internacional) e um filme de ficção (Páginas del diário de Maurício). Desde 2006, não voltou a dirigir. Em 2012 escreve o guião do filme Dragoi ehiztaria.

## Filmografia

### Como diretor
- Páginas del diário de Maurício (2006) (ficção) (creditado como Manuel Pérez Paredes)[3]
- La solidaridad internacional (2004) (documentário) (creditado como Manuel Pérez Paredes)
- Che Guevara donde nunca jamás se lo imaginan (2004) (documentário) (creditado como Manuel Pérez Paredes)
- La segunda hora de Esteban Zayas (1984) (ficção)
- Río Negro (1977) (documentário)
- El hombre de Maisinicu (1973) (ficção)
- Cinco pinos (1961) (curta-metragem documental)

### Como roteirista
- Dragoi ehiztaria (2012)
- Páginas del diario de Mauricio (2006)
- Noche (curta-metragem) (2005)
- La solidaridad internacional (2004)
- Che Guevara donde nunca jamás se lo imaginan (2004)
- Pata negra (2001)
- Operación Fangio (1999)
- Del otro lado del cristal (1995)
- La segunda hora de Esteban Zayas (1984)
- Río Negro (1977)
- El hombre de Maisinicu (1973)

### Como assistente de direcção
- Las aventuras de Juan Quin Quin (1967)
- Historias de la revolución (1960)

### Como ator
- Donde comienza el camino (2005) — Manuel Pérez Paredes